# Arthur Roche
Arthur Roche (Batley Carr, 6 marzo 1950) è un cardinale e arcivescovo cattolico britannico, dal 5 giugno 2022 al 21 aprile 2025 e dal 9 maggio 2025 prefetto del Dicastero per il culto divino e la disciplina dei sacramenti.

## Biografia
Arthur Roche è nato il 6 marzo 1950 a Batley Carr, regione inglese di West Yorkshire e diocesi di Leeds, nella parte centrale del Regno Unito. Terzo figlio di Arthur e Frances Roche, suo fratello maggiore Brian è morto in gioventù durante il servizio militare in Estremo Oriente mentre sua sorella maggiore Margaret è sposata e vive con la sua famiglia nel West Yorkshire.

### Formazione e ministero sacerdotale
Ha compiuto la formazione primaria alla St Joseph's Primary School nella nativa Batley Carr, continuando poi gli studi secondari prima alla St John Fisher High School di Dewsbury e poi alla Christleton Hall vicino Chester. In seguito ha deciso di seguire la vocazione al sacerdozio e si è trasferito in Spagna nel 1969, dove è stato alunno del Real Colegio de San Albano a Valladolid, collegio per la formazione dei sacerdoti inglesi fondato alla fine del XVI secolo, ed ha conseguito la laurea in teologia presso la Pontificia università di Comillas a Madrid dopo sei anni di studio.
Tornato in Patria, ha ricevuto l'ordinazione sacerdotale il 19 luglio 1975, presso la chiesa di Saint Joseph a Batley Carr, per imposizione delle mani di William Gordon Wheeler, vescovo di Leeds; si è incardinato, venticinquenne, come presbitero della medesima diocesi.
Nell'agosto successivo ha iniziato il ministero pastorale come vicario parrocchiale nella parrocchia di Holy Rood a Barnsley, incarico  ricoperto fino al suo trasferimento alla Bishop's House nel villaggio di Thorner, vicino Leeds, con la nomina a segretario personale del vescovo Wheeler all'inizio del 1978. Nel 1979 è divenuto anche cappellano della St John Bosco School a Leeds e vice-cancelliere della diocesi, curando pure l'annuale directory diocesano dal 1981 al 1986. Nel febbraio 1982 ha assunto la responsabilità di organizzazione della tappa a York, il 31 maggio successivo, del viaggio apostolico di papa Giovanni Paolo II nel Regno Unito (28 maggio – 2 giugno 1982); alla fine della stessa estate ha cominciato il proprio servizio nella cattedrale di Leeds come vicario parrocchiale, ruolo svolto per sei anni e mezzo. Nell'agosto 1986 il nuovo vescovo David Every Konstant lo ha nominato tesoriere della diocesi per un mandato di cinque anni, mentre nel gennaio 1989 è divenuto parroco di St Wilfrid's a Leeds.
Nell'autunno 1991 ha rinunciato ai propri incarichi per un soggiorno a Roma, in Italia, dove è stato alunno del Venerabile Collegio Inglese, divenendone anche direttore spirituale nel 1992, ed ha conseguito la laurea in teologia spirituale presso la Pontificia Università Gregoriana.
Al suo rientro in Patria, nell'aprile 1996 è stato nominato segretario generale della Conferenza episcopale di Inghilterra e Galles, svolgendo tale ufficio fino alla promozione all'episcopato, ed il 16 giugno successivo gli è stato conferito il titolo onorifico di prelato d'onore di Sua Santità dal pontefice.

### Ministero episcopale e cardinalato

#### Vescovo ausiliare di Westminster
Il 12 aprile 2001 papa Giovanni Paolo II lo ha nominato, cinquantunenne, vescovo ausiliare di Westminster assegnandogli contestualmente la sede titolare di Rusticiana. Ha ricevuto la consacrazione episcopale il 10 maggio successivo, insieme al vescovo ausiliare George Stack, nella cattedrale del Preziosissimo Sangue di Nostro Signore Gesù Cristo nel quartiere londinese di Westminster, per imposizione delle mani del cardinale Cormac Murphy-O'Connor, arcivescovo metropolita di Westminster, co-consacranti David Every Konstant, vescovo di Leeds, e Victor Guazzelli, vescovo titolare di Lindisfarna e già ausiliare di Westminster. Come suo motto episcopale ha scelto Duc in altum, che tradotto vuol dire "Prendi il largo".
Lo stesso anno è stato nominato membro della Commissione internazionale sull'inglese nella liturgia, una commissione composta da undici conferenze episcopali dei paesi di lingua inglese allo scopo di fornire traduzioni in inglese dei libri liturgici di rito romano, i cui originali sono in latino.
Come vescovo ausiliare è stato presidente della Commissione per la pastorale dell'arcidiocesi nonché della Commissione per le finanze diocesane e della Catholic Children's Society di Westminster; è stato anche membro della Commissione speciale dei vescovi per i Seminari dal maggio 2002.

#### Coadiutore, poi vescovo di Leeds
Il 16 luglio 2002 lo stesso papa lo ha nominato vescovo coadiutore di Leeds, facendo in seguito il proprio ingresso in diocesi. La sede non aveva un coadiutore dal 1905, anno della nomina di Joseph Robert Cowgill, succeduto nel 1911.
Lo stesso anno è divenuto presidente della Commissione internazionale sull'inglese nella liturgia succedendo a Maurice Taylor, vescovo di Galloway; ha svolto l'incarico fino al suo trasferimento in Curia romana nel 2012, quando gli è succeduto Arthur Joseph Serratelli, vescovo di Paterson. La commissione non era riuscita ad ottenere l'approvazione per la sua traduzione della Messa del 1998 e la sua nomina, insieme alla sostituzione del personale, faceva parte di una revisione per garantire una traduzione più accurata su richiesta di un crescente numero di vescovi e funzionari vaticani. È stato lui a sovrintendere alle fasi finali dei lavori e poi ad annunciare che la nuova traduzione del Messale in inglese era pronta. Ne è seguito un esito positivo della votazione sul testo da parte di tutte le conferenze episcopali anglofone del mondo e la nuova traduzione è stata introdotta nelle parrocchie cattoliche del Regno Unito nel settembre 2011.
Il 16 ottobre 2003 si è recato in Vaticano, assieme agli altri membri dell'episcopato inglese e gallese, per la visita ad limina apostolorum, allo scopo di discutere con il pontefice della situazione e dei problemi relativi alla diocesi.
Il 7 aprile 2004, con l'accettazione della rinuncia per motivi di salute del settantatreenne vescovo Konstant, che aveva guidato la diocesi per diciannove anni, è succeduto per coadiutoria come vescovo di Leeds, all'età di cinquantaquattro anni.
Lo stesso anno è stato nominato presidente della Commissione per la vita ed il culto cristiani della Conferenza episcopale di Inghilterra e Galles nonché membro del comitato permanente; inoltre è divenuto uno dei tre vescovi responsabili dei Collegi inglesi di Valladolid e Roma e del Pontificio collegio Beda.
L'8 settembre 2005 papa Benedetto XVI lo ha nominato membro della XI assemblea generale ordinaria del Sinodo dei vescovi, svoltasi nella Città del Vaticano dal 2 al 23 ottobre dello stesso anno, con tema L'Eucaristia: fonte e culmine della vita e della missione della Chiesa.
Nel 2008 la sua decisione di chiudere sette parrocchie della sua diocesi ha prodotto vigorose proteste, soprattutto da parte di una parrocchia di Allerton Bywater che officiava messe in latino.
Tra il 2008 ed il 2009 diverse testate giornalistiche lo hanno designato come possibile successore del cardinale Cormac Murphy-O'Connor come arcivescovo metropolita di Westminster, indicandolo anche come preferito del porporato. È stato anche menzionato come possibile successore di Kevin McDonald come arcivescovo metropolita di Southwark ma nessuna di queste ipotesi si è mai realizzata.
Il 29 gennaio 2010 ha compiuto una seconda visita ad limina in Vaticano.
È stato patrono di diverse associazioni: Society of St Gregory, Bradford Churches for Dialogue and Diversity, STOP Project (Start Treating Others Positively), College of Preachers, Chapeltown Harehills Assisted Learning Computer School, The Yorkshire Pride Appeal (Yorkshire County Cricket Club). È stato anche presidente del Leeds Diocesan Trust e presidente del consiglio di amministrazione del Leeds Trinity University College ad Horsforth e del Catholic Care a Leeds.

#### Segretario, poi prefetto della Congregazione per il culto divino e la disciplina dei sacramenti

Stemma arcivescovile.

Il 26 giugno 2012 papa Benedetto XVI lo ha nominato, sessantaduenne, segretario della Congregazione per il culto divino e la disciplina dei sacramenti e lo ha elevato in pari tempo alla dignità di arcivescovo; è succeduto a Joseph Augustine Di Noia, O.P., trasferito lo stesso giorno all'incarico di vicepresidente della Pontificia commissione "Ecclesia Dei". Contestualmente ha lasciato la guida della diocesi di Leeds, divenendone vescovo emerito.
Il 29 marzo 2014 papa Francesco lo ha nominato membro del Pontificio consiglio della cultura.
Nel 2016 ha spiegato la decisione del pontefice di consentire alla cerimonia della lavanda dei piedi del Giovedì santo di includere le donne, descrivendolo come un ritorno alle pratiche anteriori al pontificato di papa Pio XII, che aveva riformato i rituali della Settimana santa nel 1955; ha contraddetto i rapporti di stampa secondo cui il cardinale Sarah, prefetto del dicastero, era in disaccordo con il papa su questo cambiamento, affermando: "Non ne sono a conoscenza, e sono il suo più stretto collaboratore [di Sarah]".
Nel dicembre dello stesso anno il papa lo ha chiamato a presiedere una commissione informale per determinare chi dovrebbe avere la responsabilità della traduzione dei testi liturgici in volgare. Nel settembre 2017, quando Francesco ha pubblicato il documento Magnum principium che attribuisce alle conferenze episcopali nazionali il ruolo dominante e limita l'autorità della Congregazione per il culto divino e la disciplina dei sacramenti, è stato l'autore del commento di accompagnamento del dicastero al posto del cardinale Sarah, che si è opposto. È stato ricevuto in udienza dal pontefice il 16 ottobre 2017.
Il 29 luglio 2019 il papa lo ha nominato membro del Collegio per l'esame dei ricorsi in materia di delicta reservata, istituito presso la Congregazione per la dottrina della fede.
Ricevuto in udienza l'8 maggio 2021, il 27 maggio successivo papa Francesco lo ha nominato, settantunenne, prefetto della Congregazione per il culto divino e la disciplina dei sacramenti; è succeduto al settantacinquenne cardinale Robert Sarah, dimessosi per raggiunti limiti d'età il 20 febbraio precedente.
L'11 dicembre 2021 papa Francesco lo ha nominato membro della Congregazione per l'evangelizzazione dei popoli.
Il 29 maggio 2022, al termine del Regina Caeli, papa Francesco ha annunciato la sua creazione a cardinale.
Il 5 giugno successivo, con l'entrata in vigore della costituzione apostolica Praedicate evangelium, la congregazione da lui guidata è stata rinominata in Dicastero per il culto divino e la disciplina dei sacramenti, senza mutamenti nella struttura e nelle funzioni, e contestualmente ne è divenuto il primo prefetto.
Nel concistoro del 27 agosto seguente il pontefice lo ha creato cardinale diacono di San Saba. Il 4 dicembre ha preso possesso della diaconia.
Decade dall’incarico di prefetto il 21 aprile 2025 per la morte di papa Francesco.
Il 7 e 8 maggio 2025 ha partecipato come cardinale elettore al conclave che ha portato all'elezione di papa Leone XIV, il quale il 9 maggio lo riconferma donec aliter provideatur nel suo incarico.

## Genealogia episcopale
La genealogia episcopale è:
- Cardinale Scipione Rebiba
- Cardinale Giulio Antonio Santori
- Cardinale Girolamo Bernerio, O.P.
- Arcivescovo Galeazzo Sanvitale
- Cardinale Ludovico Ludovisi
- Cardinale Luigi Caetani
- Cardinale Ulderico Carpegna
- Cardinale Paluzzo Paluzzi Altieri degli Albertoni
- Papa Benedetto XIII
- Papa Benedetto XIV
- Papa Clemente XIII
- Cardinale Marcantonio Colonna
- Cardinale Giacinto Sigismondo Gerdil, B.
- Cardinale Giulio Maria della Somaglia
- Cardinale Carlo Odescalchi, S.I.
- Cardinale Costantino Patrizi Naro
- Cardinale Lucido Maria Parocchi
- Papa Pio X
- Papa Benedetto XV
- Papa Pio XII
- Cardinale Eugène Tisserant
- Papa Paolo VI
- Arcivescovo Domenico Enrici
- Arcivescovo Michael George Bowen
- Cardinale Cormac Murphy-O'Connor
- Cardinale Arthur Roche